# 蘆洲神將

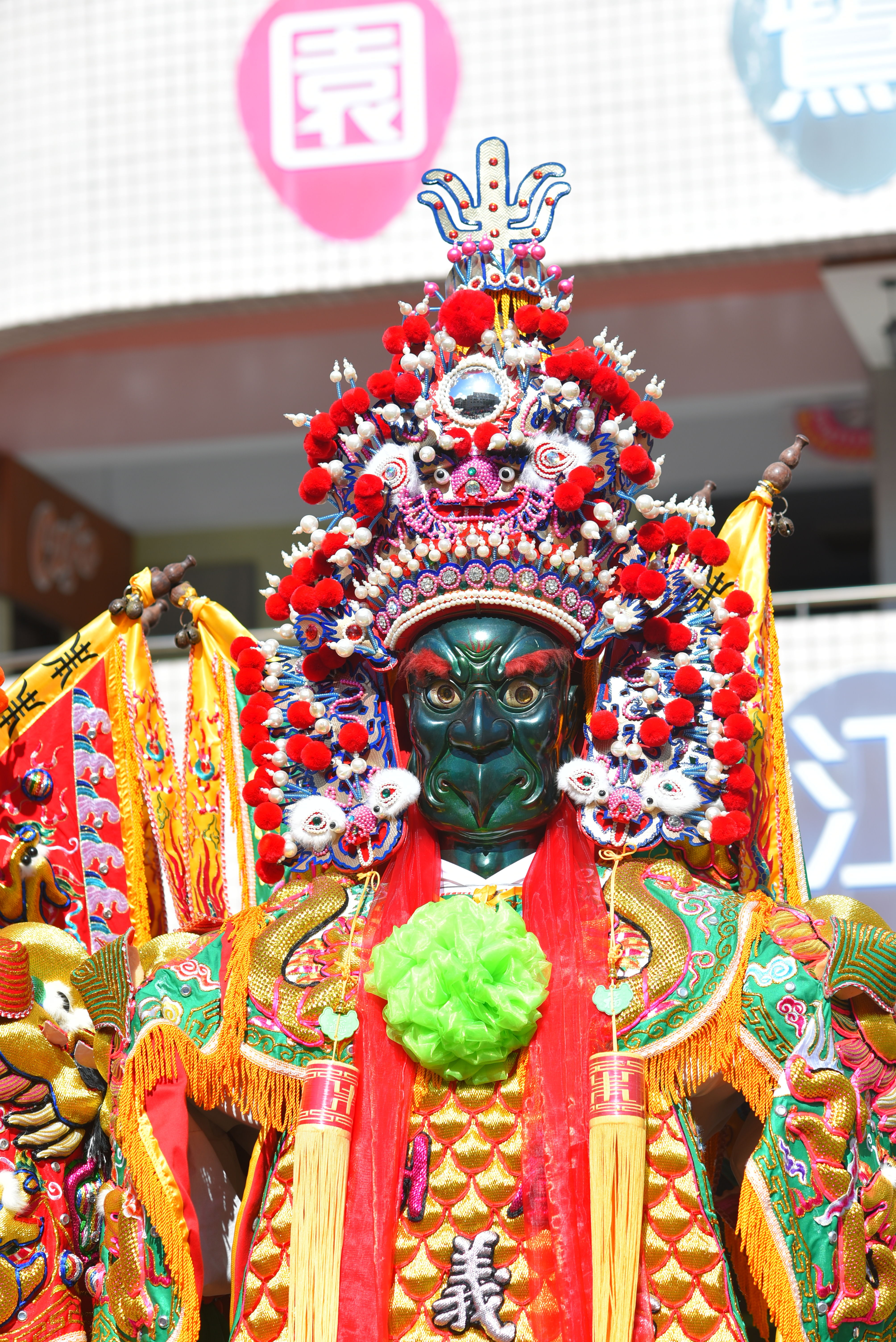

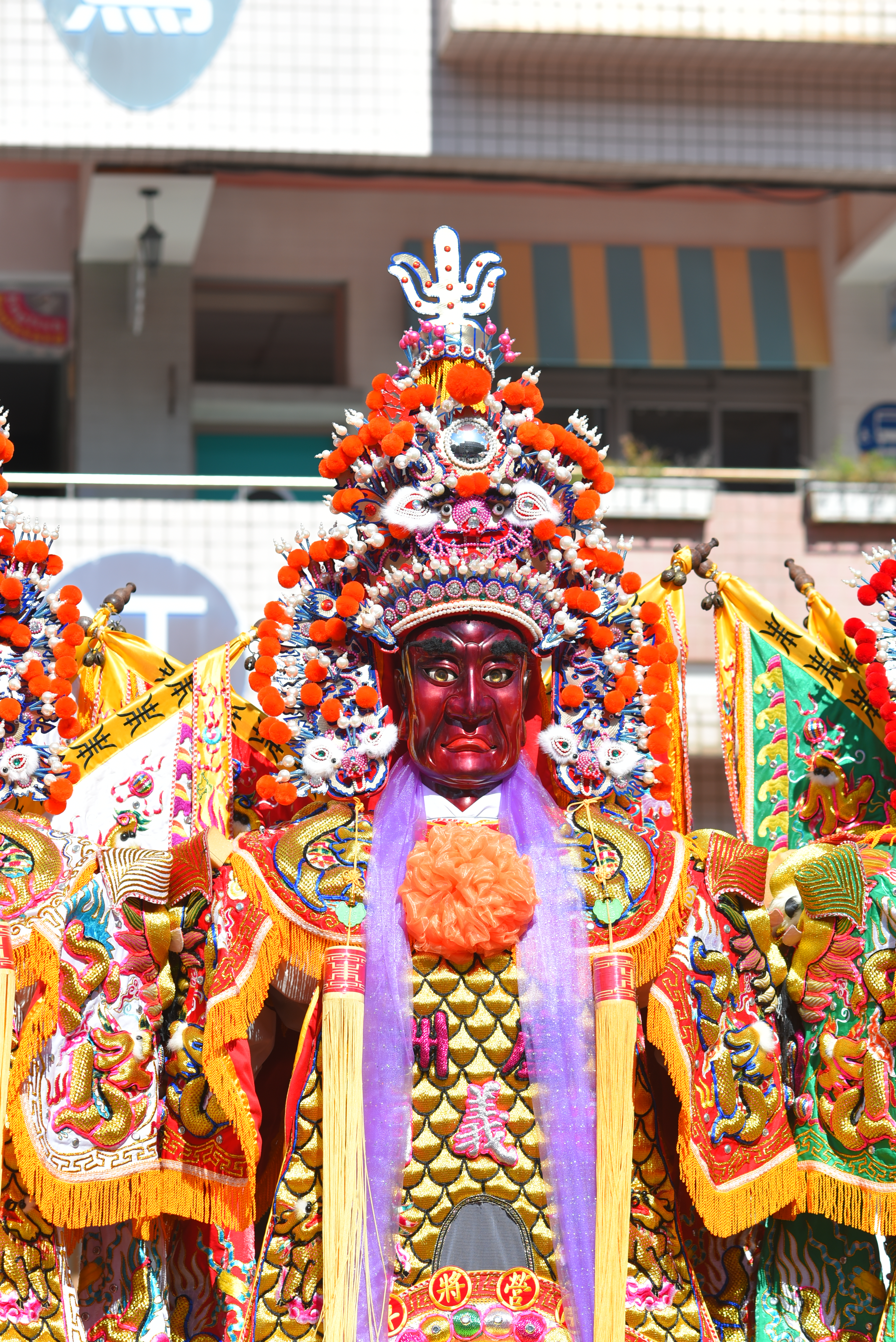

蘆洲神將是一種台灣新北市蘆洲區發源的陣頭藝術與雕刻技藝。
神將，是台灣民間信仰，又稱大神尪仔，往往在陣頭中出現，蘆洲神將包含數百個不同的神祇，是蘆洲的文化遺產之一。而蘆洲的神將起源相傳是由福州商人自大陸扛了共八顆神將頭前來臺灣北部販售，他經滬尾前來蘆洲。因蘆洲湧蓮寺主祀南海觀音佛祖，福州商人所販賣的神將頭剛好是觀音佛祖的左右口侍及護法，便被當時負責迎領觀音佛祖遶境的南義軒及和安樂社購買組裝，另一對七爺、八爺為合義社的范、謝二將軍的神將，這就是蘆洲神將的由來。 蘆洲神將因1935年在台北舉辦的博覽會而知名。為保護蘆洲神將文化，現在新北市文化局每年都會舉辦「蘆洲神將文化祭」。與蘆洲神將有關的著作是書籍《蘆洲神將》。

## 蘆洲神將由來
蘆洲神將包含數百個不同的神祇，是蘆洲的文化遺產之一。而蘆洲的神將起源相傳是由福州商人自大陸扛了共6顆神將頭前來臺灣北部販售，他經滬尾前來蘆洲。因蘆洲湧蓮寺主祀南海觀音佛祖，福州商人所販賣的神將頭是善財童子、龍女仙子（蘆洲南義軒）及韋馱護法、伽藍尊者（蘆洲和安樂社），這4顆神將頭便賣給當時負責迎領蘆洲湧蓮寺觀音佛祖遶境的蘆洲南義軒和蘆洲和安樂社購買組裝，另一對范將軍、謝將軍賣給蘆洲文武大眾爺廟駕前蘆洲合義社，到了民國8年蘆洲懋德宮樂樂樂派人去福州雕刻甘輝將軍、萬里將軍，這那時候開始就奠定了蘆洲開基八大神將，這就是蘆洲神將的由來。 
蘆洲神將因1935年在台北舉辦的博覽會而知名。
為保護蘆洲神將文化，現在新北市文化局每年都會舉辦「蘆洲神將文化祭」。
到了民國66年蘆洲忠樂軒去找蘆洲知名雕刻師王稲瑞請他雕刻中壇元帥和楊戩元帥，之後蘆洲各個宮廟和軒社開始組裝神將，並成立神將會，漸漸形成了如今的三大神將地區之一，後來也被冠上了蘆洲神將窟之名。
當時蘆洲神將，神將頭的雕刻是由
蘆洲真山軒的林文智師傅
蘆洲稲瑞軒的王稲瑞師傅
所雕刻。

## 蘆洲開基八大神將
- 蘆洲合義社

```
范將軍（老祖）
謝將軍（老祖）
```

- 蘆洲樂樂樂

```
甘輝將軍
萬里將軍
```

- 蘆洲南義軒

```
善才童子（老祖）
龍女仙子（老祖）
```

- 蘆洲和安樂社

```
韋馱護法   
伽藍尊者
```